# 唐公靖
唐公靖（1572年—1614年），原名唐一相，字君平，號中臺，南直隸寧國府宣城縣人，明朝政治人物。

## 生平
萬曆十三年（1585年）乙酉應天府鄉試二十八名舉人，萬曆三十八年（1610年）庚戌科第三甲第七十四名進士。授戶部觀政。本年八月授山西太原府推官，四十一年考察免官，四十二年（1614年）卒。

## 家族
曾祖唐緒，冠帶鄉飲賔；祖唐繼岳，冠帶鄉飲賔；父唐汝奇，儒官鄉飲賔；母劉氏。永感下。兄一桂（武學生）；一棟；一治；一樂（倉大使）；時佐（把總）；時俊（見任山西行都司断事）。弟一梁；一桐；一霑（監生）；唐一澄（進士）；之文（庠生）；一灝（己酉舉人）；時凱（庠生）；濂（庠生）；一瀚（庠生）；一潢。侄子唐允壯（庠生）。子唐允甲；唐允年；唐允冲；允某；允某。